# Tactik
Tactik è una serie televisiva per ragazzi canadese creata da Vincent Bolduc, Alex Veilleux e Jean-François Nadeau e trasmessa dal 5 gennaio 2009 al 12 dicembre 2013 su Télé-Québec. La serie è spesso vista come una sostituzione della vecchia serie TV di successo Ramdam.
La serie è caratterizzata da un gruppo di giovani attori relativamente sconosciuti, tra cui Frédérique Dufort, Pier-Luc Funk (i due attori principali del film Un été sans point ni coup sûr), Benjamin Chouinard (Kaboum), Alexandre Bacon, Laurence Carbonneau e Jean-Carl Boucher (1981). Frédéric Pierre, Stéphane Crête, Micheline Bernard, Valérie Blais, Guy Jodoin (sostituito da Luc Bourgeois nella terza stagione), Sophie Cadieux e Vincent Bolduc (creatore principale della serie).
Tactik è stata la serie per ragazzi più vista dopo Ramdam. Ha vinto nove premi ed ottenuto sette nomination ai Prix Gémeaux.
Dopo cinque stagioni, Télé-Québec ha annunciato che la sesta stagione sarebbe stata l'ultima. Questa serie è stata sostituita da Subito texto, altra serie per ragazzi canadese.

## Trama
La serie segue le vicende di un gruppo di preadolescenti, impegnati tra studio e sport.

## Personaggi
- Pier-Luc Funk : Samuel Langevin
- Benjamin Chouinard : Théo St-Cyr
- Frédérique Dufort : Dalie Desmarais-Rondeau
- Jean-Carl Boucher : Diego Molina
- Shanelle Guérin : Béatrice Boutin
- Alexandre Bacon : Mikaël Vesko (St. 1-4)
- Laurence Carbonneau : Rose Boucher
- Aliocha Schneider : Carl Bresson
- Marie-Ève Beauregard : Nicole Bourget-Bergeron
- Frédéric Pierre : Reda Baptiste
- Stéphane Crête : Rick Vallières
- Laetitia Isambert-Denis : Lorane Quesnel
- Gabrielle Fontaine : Camille Paradis
- Tania Lapointe-Dupont : Marie-Abeille Levasseur
- Cynthia Wu-Maheux : Marie-Sylvaine Labrie
- Marie-Lyse Laberge-Forest : Jeanne St-Onge
- Kathleen Garcia-Manjarres : Chastity Gomez-Baker
- Raphael Grenier-Benoît : Maxime-Olivier (St. 2)
- Pierre-Paul Alain : Philémon Delorme
- Maude Carmel-Ouellet : Clémentine Delorme
- Laurence-Anaïs Belleville : Céleste Cardinal
- Marie Turgeon : Delphine Renzetti
- Antoine Desrochers : Henri Dumais
- Ève Duranceau : Clarisse McPhee
- Pascale Montpetit : Marie-Maude Morand
- Jean-Luc Terriault : Mathis Bresson
- Léa Roy : Zoé Rouleau
- Marianne Verville : Marjorie Valois
- Patrick Goyette : Michel Galipeau (St. 2-3)
- Chloé Rocheleau : Émilie Clermont
- Jeff Boudreault: Jean-Rémi Miville
- Antoine Olivier Pilon : Jérémy Miville
- Thomas Vallières : Maxime St-Hilaire
- Émilien Néron : Xavier Bourget
- Carla Turcotte : Annabelle Simard
- Kalinka Pétrie : Audrey
- Rémi Goulet : Antony Simard
- Derek Martin: Jonathan Edmond

### Famille
- Marcelo Arroyo : Manuel Molina
- Queeny Pognon Elizabeth
- Guillermina Kerwin : Eva Molina
- Vincent Bolduc : Jeff St-Cyr
- Sophie Cadieux : Sophie Kazanas
- Micheline Bernard : Suzanne Langevin
- Sasha Charles : David Langevin
- Valérie Blais : Jocelyne Rondeau
- Nan Desrochers : Frida Desmarais-Rondeau
- Guy Jodoin : Luc Desmarais (St. 1-2)
- Luc Bourgeois : Luc Desmarais (St. 3-6)
- Marie-France Lambert : Simone Grenier
- Denis Mercier : Yoland Langevin
- Marie-Thérèse Fortin : France St-Cyr
- Emmanuel Bilodeau : Claude Boucher
- Vincent Graton : Vlad Vesko
- Marco Ramirez : Jose Molina (St. 3)
- Anne-Marie Cadieux : Mireille Dugal
- Stephane Demers : Jean-Hugues Bresson
- Evelyne Rompre : Melanie Dumais
- André Robitaille : Christian Leblanc

### Guest stars
- Mylène Saint-Sauveur : Ariane Robillard
- Vassili Schneider : Francis (St. 3)
- Guillaume Lemay-Thivierge : Troy Lacaille (St. 3)
- Patrick Leduc : Se stesso (St. 3)
- Marie-Claude St-Laurent : Lydia (St. 4)
- Miro Belzil : Pelchat
- Renaud Paradis : Pascal Paquette (St. 6)
- Frédérick Lemay : Lévy
- Ludivine Reding : Dideline

## Episodi
| Stagione         | Puntate | Prima TV originale | Prima TV Italia |
| ---------------- | ------- | ------------------ | --------------- |
| Prima stagione   | 60      | 2009               | Inedita         |
| Seconda stagione | 110     | 2009 - 2010        | Inedita         |
| Terza stagione   | 120     | 2010 - 2011        | Inedita         |
| Quarta stagione  | 120     | 2011 - 2012        | Inedita         |
| Quinta stagione  | 120     | 2012 - 2013        | Inedita         |
| Sesta stagione   | 56      | 2013               | Inedita         |